# Doutor Camargo
Doutor Camargo är en kommun i Brasilien.   Den ligger i delstaten Paraná, i den södra delen av landet, 1 000 km sydväst om huvudstaden Brasília. Antalet invånare är 5 829.
Trakten runt Doutor Camargo består till största delen av jordbruksmark. Runt Doutor Camargo är det ganska glesbefolkat, med 34 invånare per kvadratkilometer.